# Violino piccolo
| Violino piccolo                 |
| ------------------------------- |
| engl.: + ital.: Violino piccolo |
|                                 |
| Klassifikation                  |
| Chordophon Streichinstrument    |
| Verwandte Instrumente           |
| Gambe, Bratsche, Violine        |

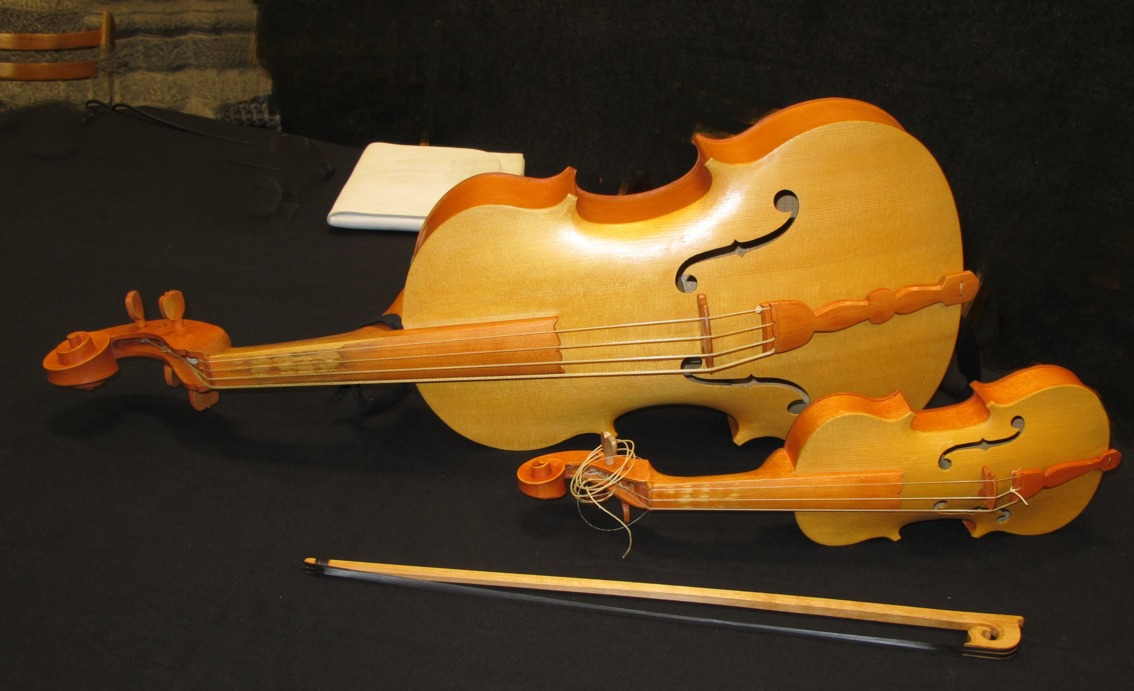
Dreisaitige Diskantgeige vor Tenorviola (Kopien der Freiberger Instrumente)

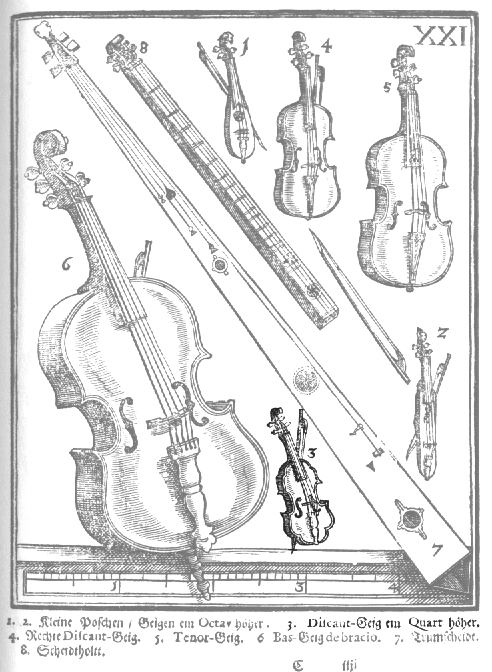
Diskantgeige im Größenvergleich zu anderen Instrumenten der Geigenfamilie. In: Syntagma musicum von Michael Praetorius, Band 2. 1619, Tafel 22

Der Violino piccolo, auch Diskantgeige, Quartgeige oder Violino alla francese, ist eine Geigenvariante, die eine Terz oder Quarte über der Normalstimmung der Violine steht. Korpus und Mensur sind entsprechend kleiner dimensioniert.

## Chronologie
Bereits 1596 werden in einem Inventar aus Schloss Ambras (Tirol) unter den „viol de braz“ eine „discant“ und zwei „kleine discant“ aufgelistet. Ebenso sind unter den Instrumenten des Freiberger Doms von etwa 1593 zwei Diskantgeigen unterschiedlicher Größe zu finden.
Claudio Monteverdi verwendete im Instrumentarium seiner Oper L’Orfeo violini piccoli francese mit einem Umfang von c' bis es". Diese Bezeichnung ist bis heute nicht geklärt. Die Vermutung, es handle sich um oktavierende Instrumente wie die von Michael Praetorius beschriebene dreisaitige Pochette, die er in der oktavierten Stimmung g' und a' angibt, lässt sich aus der Notation im normalen Diskantschlüssel nicht belegen. Praetorius erwähnt im Syntagma musicum auch eine „Discant-Geig ein Quart höher“ (c’–g’–d’’–a’’). Weiter schreibt er in Kapitel 22 von einer „Diskantgeig welche Violino, oder Violetta piccola oder auch Rebecchino genannt wird“. Es scheint sehr wahrscheinlich, dass dies den Violino piccolo bezeichnet.
Johann Jacob Prinner empfiehlt 1677 für das „khleine Halbgeigl oder Halbviolin“ dieselbe Stimmung wie bei Praetorius und rät, die höchste Saite aus klanglichen Gründen und wegen der Gefahr des Reißens nur auf g’’ zu stimmen. Daniel Speer machte 1697 dieselbe Aussage.
Johann Sebastian Bach gebrauchte den Violino piccolo im ersten Brandenburgischen Konzert und in zwei Kantaten: in Wachet auf, ruft uns die Stimme, BWV 140 sowie bei einer späteren Aufführung von Herr Christ, der einge Gottessohn, BWV 96, wo er den flauto piccolo, eine Sopraninoblockflöte, ersetzt.
In allen drei Werken hat das Instrument die Stimmung b–f’-c’’–g’’. Die Partien sind transponierend notiert, so dass Notenbild und Applikatur wie auf einer gewöhnlichen Violine gelesen werden können. Diese Eigenheit wird schon von Prinner beschrieben. Der silbrig-helle Klang setzt sich im Brandenburgischen Konzert und auch im vollbesetzten Choralsatz am Schluss der Kantate mühelos durch.
Der Grund der Beliebtheit der kleinen Instrumente liegt wohl in der leichter erreichbaren Höhe. Dies führte zu der missverständlichen Bezeichnung „Oktavgeige“. Das ist nicht ganz korrekt, da die Instrumente nicht eine Oktave höher gestimmt waren, sondern nur eine Oktave höher gespielt wurden.
Weitere Werke für Violino piccolo stammen von Johann Joseph Fux (Rondeau C-Dur für Violino piccolo, Fagott, Streicher und B. c.), Johann Pfeiffer, Karl Heinrich Graun, Carl Ditters von Dittersdorf, Philipp Heinrich Erlebach und Johann Georg Albrechtsberger.
Für Leopold Mozart sind die „Quart- und Halbgeiglein“ nur noch „für gar kleine Knaben“ von Nutzen. Er erwähnt weiterhin, dass früher Konzerte dafür komponiert wurden und dieser „sonderbar bey musikalischen Nachtstücken“ Verwendung fand.
Es existierten auch volkstümliche Varianten des Violino piccolo. Während des siebzehnten und frühen achtzehnten Jahrhunderts wurde in der mitteleuropäischen Volksmusik immer häufiger auf dem böhmischen Dudelsack und einer diesen begleitenden Geige gespielt. Um, egal in welcher Tonart, eine Spielweise in erster Lage mit leeren Begleitsaiten zu ermöglichen (dadurch wurde der Borduncharakter der Dudelsackmusik kopiert), wurden die Geigen oft entweder mit Schnüren kapodastriert oder kleiner gebaut. Häufig hatte auch die Bespannung nur drei Saiten.
Instrumente dieser Art finden sich von Oberösterreich über Böhmen bis nach Polen. In Oberösterreich wurde das Instrument „Heohgeign“ (=Hochgeige) genannt, in Böhmen und dem Sorbenland findet sich die Bezeichnung „husličky“. Im Gegensatz zur Kurzhalsgeige wurde bei den volkstümlichen Violini piccoli die Quintenstimmung beibehalten.

## Bau
Im späteren 18. Jahrhundert ist nur schwer zu entscheiden, ob Instrumente der entsprechenden Ausmaße nun als Violini piccoli oder Kindergeigen gedacht waren. Anhaltspunkt können Hals und Griffbrett mit normalen Abmessungen bieten, die den Kinderhänden nicht angepasst sind. Die Mensuren liegen häufig bei 25 bis 28 cm.
| Hersteller                               | Korpuslänge in cm | Deckenmensur in cm | schwingende Saitenlänge in cm | Standort                                                     |
| ---------------------------------------- | ----------------- | ------------------ | ----------------------------- | ------------------------------------------------------------ |
| Paul Klemm Randeck um 1593               | 24,2              | 24,1               | 24                            | Freiberg, Sachsen, Dom                                       |
| A.&H. Amati, Cremona 1613                | 26,6              | 15,3               | 26,8                          | Vermillion (South Dekota), Shrine to Music Museum            |
| Michael Praetorius 1620 (errechnet, ca.) | 26                | 13,6               | 22,5                          | Michael Praetorius 2, Sciagraphia, Taf. XXI                  |
| Rudolf Höß München 1690 (?)              | 23                | 12,3               | 25                            | Berlin, SIM PK, Musikinstrumenten-Museum, Nr. 4130           |
| Michael Platner Rom 1738                 | 27,5              | 15,3               | 26,8                          | Privatbesitz                                                 |
| Pietro Antonio Cati, Florenz             | 26,2              | 13,8               | 25,2                          | Museum für Musikinstrumente der Universität Leipzig, Nr. 756 |
| Leopold Widhalm Nürnberg 1769            | 28,2              | 15,3               | 28,2                          | Nürnberg, Germanisches Nationalmuseum, MI 26                 |
| J.&A. Gagliano                           | 24,3              | 12,8               | 25,8                          | Privatbesitz                                                 |
| Georg (II) Klotz, Mittenwald 1780        | 33,3              | 14,7               | 29,8                          | Privatbesitz                                                 |
| Anonym, Sachsen 18. Jahrhundert          | 33,4              | 14,4               | 29,9                          | Privatbesitz                                                 |
| Anonym, England ca. 1750, Barrett-Schule | 30,1              | 14,4               | 29,4                          | Privatbesitz                                                 |
| Anonym, Böhmen 18. Jahrhundert           | 30,4              | 13,7               | 27,2                          | Privatbesitz                                                 |